# L'informe Pelicà
L'informe Pelicà (títol original: Pelican Brief) és un thriller polític del 1993 basat en la novel·la del mateix nom de John Grisham. El film éstà dirigit per Alan J. Pakula i protagonitzat per Julia Roberts, en el paper de la jove estudiant de dret Darby Shaw, i Denzel Washington, com el periodista Gray Grantham del diari fictici Washington Herald. Ha estat doblada al català.

## Argument
A altes hores d'una nit d'octubre, Abe Rosenberg, un magistrat del Tribunal Suprem és eliminat per trets mentre dorm. Dues hores més tard, Glen Jensen, el jutge més jove i conservador del Tribunal mor estrangulat segurament pel mateix assassí. L'FBI no té pistes. En un principi, sembla que no hi ha cap connexió entre ambdós, com que els dos jutges havien tingut opinions molts diferents sobre els casos que se'ls presentaven. Malgrat tot, Darby Shaw (Julia Roberts), una estudiant de dret, comença a pensar que hi ha d'haver alguna semblança en les seves pautes de vot que donés un motiu per els assassinats. Amb aquesta idea al cap, Darby es investiga i descobreix que, efectivament, els dos jutges del Tribunal Suprem sempre votaven a favor de la protecció del medi ambient, l'únic punt que tenien en comú. La recerca també li revela que una sentència del Tribunal Federal de Lafayette havia prohibit l'explotació de les reserves de petroli sota una ampla extensió d'aiguamolls de Louisiana, l'hàbitat natural de pelicans i altres animals salvatges.
El següent pas, per tant, per part de l'empresa petroliera interessada en els aiguamolls és recórrer la sentència davant el Tribunal Suprem. La mort dels dos magistrats ecologistes però, pot impedir que aquests puguin imposar el seu vot en el ple judicial i, el magnat petrolier de l'empresa, Victor Mattiece (amic íntim del president dels Estats Units), espera que en el seu lloc s'escullin magistrats més favorables a les seves intencions.
Darby aplega totes aquestes peces i agrupa les seves teories en un report que anomena Informe Pelicà. Indecisa sobre el que ha escrit, ho ensenya al seu professor de dret, Thomas Callahan (Sam Shepard), que, al mateix temps, el passa a un dels seus amics de l'FBI. L'Informe, d'aquesta manera, arribarà a les mans del mateix president i col·locarà Darby en el punt de mira de Mattiece.
La primera víctima d'aquest report és Thomas Callahan, qui mor en una explosió de cotxe preparada per a ella. A partir d'aquest moment, Darby va cercar a sortir de l'espiral de mort i corrupció, en la qual s'ha vist implicada, amb l'ajuda d'un periodista del fictici Wahington Herald, Gray Grantham (Denzel Washington). Junts, treballen per destapar la veritat i deixar els culpables exposats al públic.

## Repartiment
| Intèrpret         | Personatge                      | Veu en català       |
| ----------------- | ------------------------------- | ------------------- |
| Julia Roberts     | Darby Shaw                      | Mercè Montalà       |
| Denzel Washington | Gray Grantham                   | Pere Molina         |
| Sam Shepard       | Professor Thomas Callahan       | Jordi Royo          |
| John Heard        | Agent Gavin Vereek              | Pep Torrents        |
| Tony Goldwyn      | Cap de personal Fletcher Coal   | Ramon Canals        |
| James Sikking     | Director de l'FBI Denton Voyles | Miquel Cors         |
| William Atherton  | Bob Gminski                     | Juan Antonio Bernal |
| Robert Culp       | el President                    | José Antequera      |
| Stanley Tucci     | Khamel « Sam »                  | Federic Menescal    |
| Hume Cronyn       | cap de justícia Rosemberg       |                     |

## Crítica
La pel·lícula va tenir un gran èxit a tot el món.
De nou, un best-seller de John Grisham (autor també de El client i The Firm) es va adaptar a la pantalla gran creant una increïble i entretinguda trama comercial. La major part dels crítics van coincidir en afirmar que el millor de la història era tot l'entramat de fets i intrigues que envolten l'informe i s'apoderen de l'espectador deixant-lo en suspens fins al final. Així, paradoxalment, una vegada desvetllada la curiositat tot es torna força intranscendent. Malgrat tot, la història resulta ser una intriga política molt ben construïda.